# Estación de Anzánigo
La estación de Anzánigo es un apeadero ferroviario con parada facultativa situado en el municipio español de Caldearenas en la provincia de Huesca, comunidad autónoma de Aragón. Dispone de servicios de Media Distancia operados por Renfe.

## Situación ferroviaria
La estación se encuentra en el punto kilométrico 142,8 de la línea de ferrocarril que une Zaragoza con la frontera francesa por Canfranc, a 595 metros de altitud. Está situada entre las estaciones de Santa María y la Peña y la de Caldearenas-Aquilué.
El tramo es de vía única en ancho ibérico y está sin electrificar. 

## Historia
La estación fue inaugurada el 1 de junio de 1893 con la puesta en marcha del tramo de 110,214 km entre Huesca-Jaca de la línea que pretendía unir Zaragoza con la frontera francesa por Canfranc. Aunque dicho tramo fue abierto y explotado desde un primer momento por la Compañía de Caminos de Hierro del Norte la concesión inicial había recaído en la Sociedad Anónima Aragonesa la cual cedió la misma a Norte. En 1941, la nacionalización del ferrocarril en España supuso la desaparición de las compañías existentes y su integración en la recién creada RENFE. 
Desde el 31 de diciembre de 2004 Renfe Operadora explota el tráfico ferroviario mientras que Adif es la titular de las instalaciones. 
En 2013, Renfe Operadora eliminó las paradas comerciales de trenes de viajeros, quedando sin servicio la estación, hasta su nueva puesta en marcha el 7 de abril de 2019, aunque como apeadero con parada facultativa.

## La estación
La distancia del apeadero al centro de la población es de 650 m. En cuanto a los bloqueos, dispone de Bloqueo Telefónico (BT). Esta configuración se mantiene en el tramo entre las estaciones de Ayerbe y Canfranc, al cual pertenece la estación.
Este apeadero es de parada facultativa, por lo que hay que solicitar la parada con antelación suficiente. Recientemente se ha renovado la vía y andén, habiéndose construido un refugio para los usuarios que esperan la llegada del tren. 

## Servicios ferroviarios

### Media Distancia
Los trenes de Media Distancia operados por Renfe tienen como destinos finales Zaragoza y Canfranc. En este enlace se pueden consultar los horarios de la estación.
Existen dos servicios en cada sentido de lunes a viernes entre Canfranc y Zaragoza. Los servicios son prestados por trenes automotores de las series 594 (Tren Regional Diésel) y 599 (Tren Diésel de Media Distancia) de Renfe.
| Línea MD | Trenes   | Origen/Destino    |  | Destino/Origen |
| -------- | -------- | ----------------- |  | -------------- |
| 56       | Regional | Zaragoza-Delicias |  | Canfranc       |